# Conte di Carnarvon
Il titolo di Conte di Carnarvon è un titolo nobiliare inglese che rende Pari d'Inghilterra. Il titolo fu creato tre volte nella storia inglese. La prima volta nel 1628 per Robert Dormer, un fervente sostenitore di re Carlo I durante il periodo della guerra civile inglese. Alla morte del primo Conte, il titolo passò al figlio Charles; quando anche quest'ultimo morì, nel 1709, il titolo andò perduto.
La seconda creazione avvenne nel 1714 per James Brydges, allora nono barone Chandos. Dopo che il titolo si perse per la seconda volta, venne rinnovato una terza per Henry Herbert, iniziatore dell'attuale famiglia comitale e in precedenza conosciuto come Lord Porchester.

## Elenco dei conti di Carnarvon

### Prima creazione (1628)
| Immagine | Nome                                              | Note | Stemma                        |
| -------- | ------------------------------------------------- | --- | ----------------------------- |
|          | Robert Dormer, I conte di Carnarvon (1628-1643)   | Fervente realista, morì in battaglia durante la guerra civile inglese combattendo nell'esercito di Carlo I Stuart contro le truppe di Oliver Cromwell. | Stemma dei conti di Carnarvon |
|          | Charles Dormer, II conte di Carnarvon (1643-1709) | Figlio del primo conte, alla sua morte il titolo si estinse.                                                                                           | Stemma dei conti di Carnarvon |

### Seconda creazione (1714)
| Immagine | Nome                                            | Note                                               | Stemma                        |
| -------- | ----------------------------------------------- | -------------------------------------------------- | ----------------------------- |
|          | James Brydges, I conte di Carnarvon (1714-1744) | Uomo politico, nel 1719 ottenne il titolo di duca. | Stemma dei conti di Carnarvon |

### Terza creazione (1793)
| Immagine | Nome                                               | Note | Stemma                        |
| -------- | -------------------------------------------------- | --- | ----------------------------- |
|          | Henry Herbert, I conte di Carnarvon (1793–1811)    | Fu un uomo politico. | Stemma dei conti di Carnarvon |
|          | Henry Herbert, II conte di Carnarvon (1811–1833)   | Figlio del primo conte, fu uomo politico. | Stemma dei conti di Carnarvon |
|          | Henry Herbert, III conte di Carnarvon (1833–1849)  | Figlio del secondo conte, fu scrittore e uomo politico. | Stemma dei conti di Carnarvon |
|          | Henry Herbert, IV conte di Carnarvon (1849–1890)   | Figlio del terzo conte, fu uomo politico del partito conservatore. | Stemma dei conti di Carnarvon |
|          | George Herbert, V conte di Carnarvon (1890–1923)   | Figlio del quarto conte, fu egittologo, celebre per aver finanziato gli scavi che portarono alla scoperta, nella Valle dei Re, della tomba del faraone egiziano Tutankhamon, insieme all'archeologo inglese Howard Carter. | Stemma dei conti di Carnarvon |
|          | Henry Herbert, VI conte di Carnarvon (1923–1987)   | Figlio del quinto conte. | Stemma dei conti di Carnarvon |
|          | Henry Herbert, VII conte di Carnarvon (1987–2001)  | Figlio del sesto conte, fu un collaboratore e amico della regina Elisabetta II del Regno Unito. | Stemma dei conti di Carnarvon |
|          | George Herbert, VIII conte di Carnarvon (2001-...) | Figlio del settimo conte, è stato Paggio d'Onore. | Stemma dei conti di Carnarvon |